# 1975 en science
| Années de la science : 1972 - 1973 - 1974 - 1975 - 1976 - 1977 - 1978    |
| Décennies de la science : 1940 - 1950 - 1960 - 1970 - 1980 - 1990 - 2000 |

Cet article présente les faits marquants de l'année 1975 en science.

## Évènements

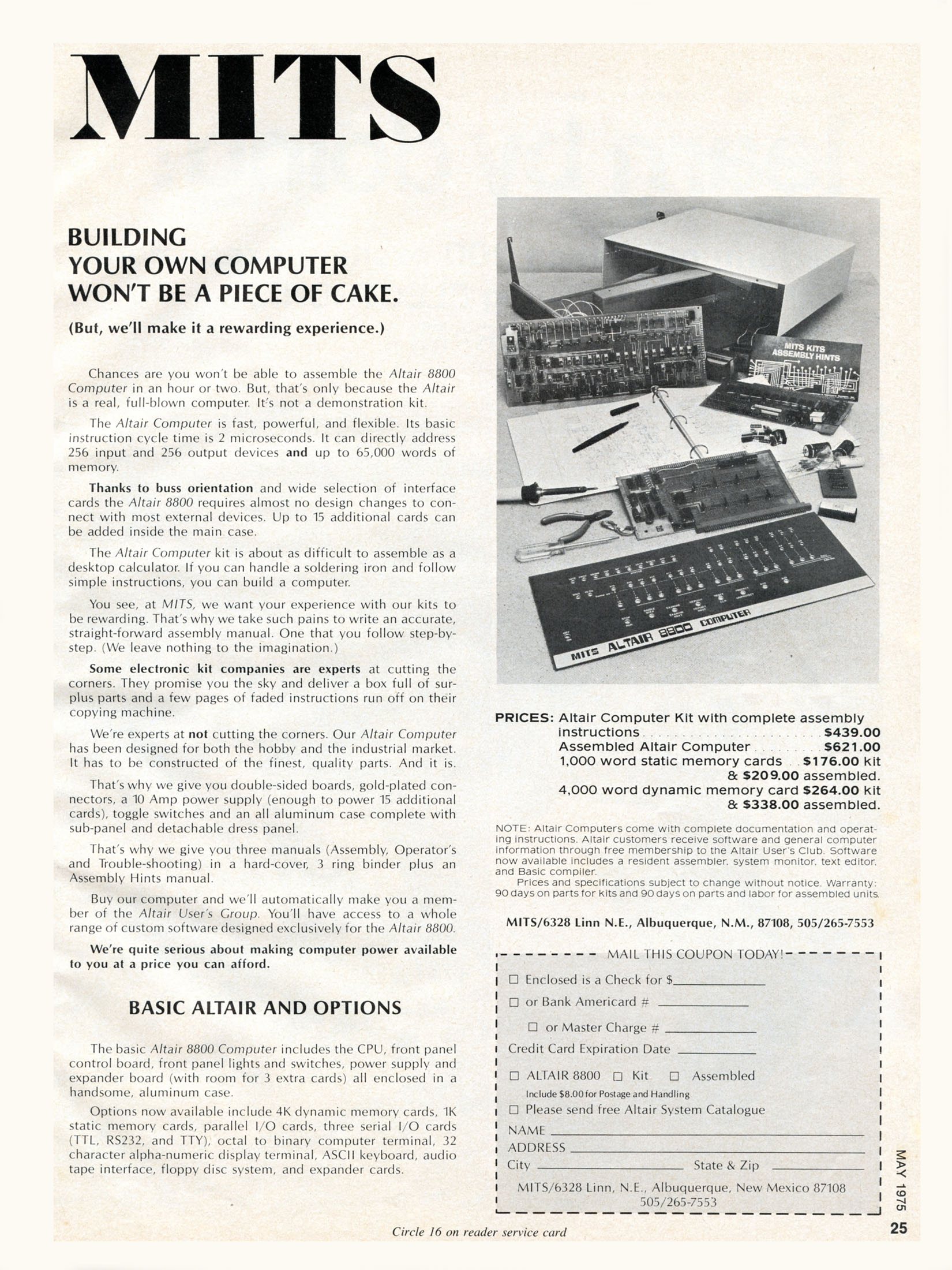
Publicité pour l'ordinateur Altair 8800 publiée en mai 1975.

- 1er janvier : lancement de l’Altair 8800, premier ordinateur fondé sur les microprocesseurs. C’est un mini-ordinateur à bas prix (390 $), à assembler soi-même. En juillet, Bill Gates, un jeune étudiant de Harvard âgé de 20 ans, et son ami Paul Allen proposent au constructeur d’y adapter le langage de programmation BASIC et de percevoir des royalties sur chaque exemplaire vendu, amorçant la fortune de Microsoft[1]. En deux ans (1975-1977), l’ordinateur devient un produit de consommation de masse. De nouvelles firmes (start-ups) naissent presque quotidiennement et meurent pour la plupart très vite. Apple est fondée par deux jeunes californiens, Stephen Wozniak et Steve Jobs le 1er avril 1976[2].

- 24-27 février : conférence d'Asilomar en Californie sur les dangers des manipulations génétiques[3].

- 4 avril : fondation de Microsoft à Albuquerque par Bill Gates et Paul Allen[4].
- 15 avril : la société IBM présente IBM 3800 (en)[5], la première imprimante laser commercialisée, disponible à partir de juillet 1976.

- 29 juin : conception de l'ordinateur Apple I par Steve Wozniak[6]. Il est commercialisé par Steve Jobs et Steve Wozniak en juillet 1976[2].

- 1er décembre : John Hughes (en) et Hans Kosterlitz, de l'Université d'Aberdeen, publient leur découverte dans le cerveau des substances similaires à la morphine, les enképhalines[7].

- Philippe Maupas, chercheur à l'Institut de virologie de Tours, expérimente un vaccin contre l'hépatite B[8].
- L'informaticien britannique Martin Newell modélise la théière de l'Utah, symbole de l'image de synthèse[9].
- L’URSS parvient à maîtriser la technologie des MIRV (engins à têtes multiples à trajectoire indépendante)[10].

### Sciences physiques
- 31 mai : création de l'Agence spatiale européenne (ESA)[11].
- 8 juin : lancement de la sonde spatiale soviétique Venera 9 (Vénus 9). Elle se pose le 22 octobre et renvoie les premières images de la surface de Vénus[12].

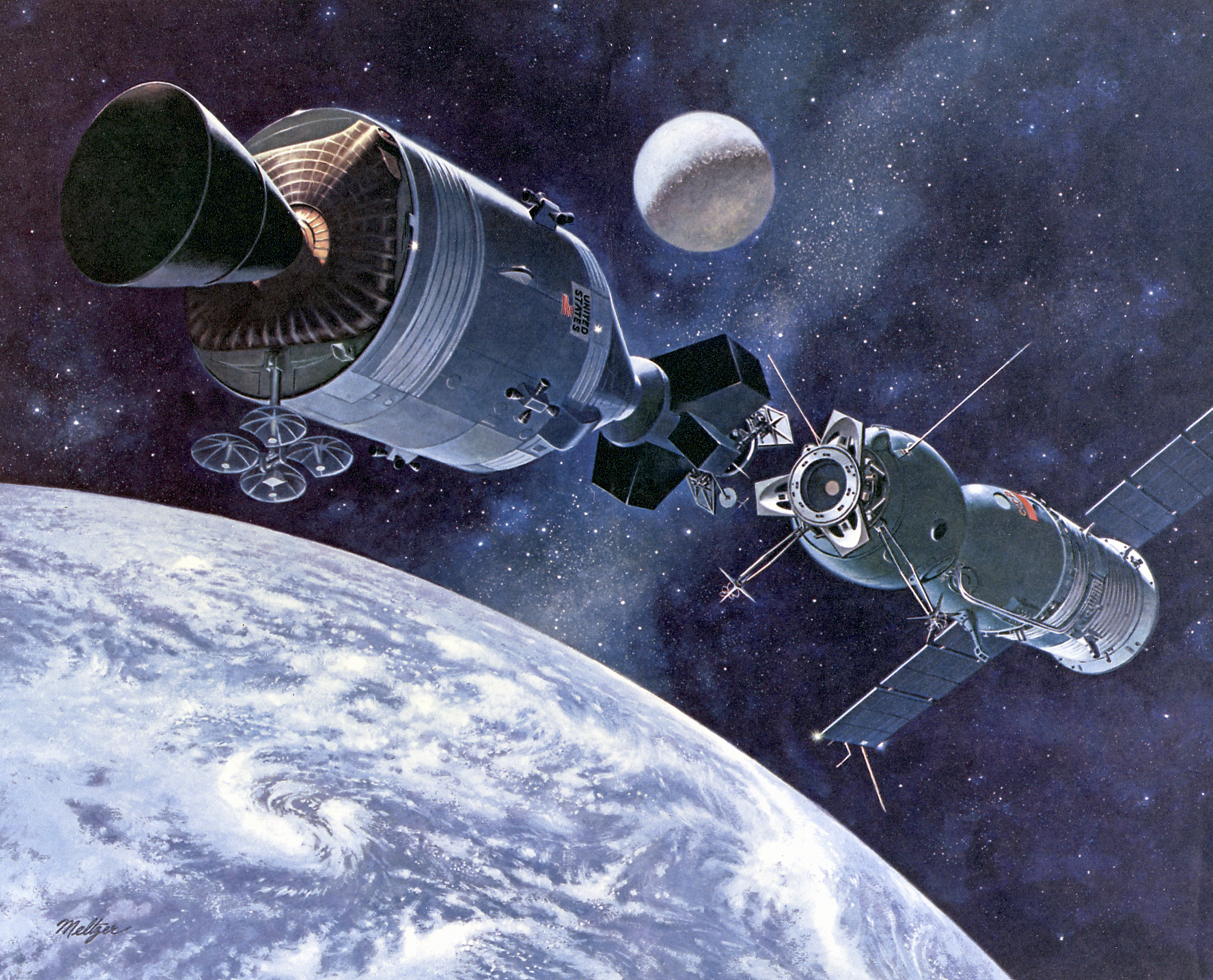
La rencontre Apollo-Soyouz vue par Davis Meltzer.

- 17 juillet : arrimage en orbite d'Apollo-Soyouz[13].
- 9 août : lancement par l'Agence spatiale européenne du satellite COS-B destiné à l'astronomie X et gamma[14].
- 1er décembre : Martin Perl annonce la découverte du lepton de troisième génération, le tau, et obtient pour cette découverte le prix Nobel de physique en 1995[15].

## Publications
- Benoît Mandelbrot : Les Objets fractals - Forme, hasard et dimension, Paris, Flammarion. Fondation de la théorie des fractales.
- Edward Osborne Wilson : Sociobiology: The New Synthesis, Harvard University Press, 1975, (Twenty-fifth Anniversary Edition, 2000  (ISBN 978-0-674-00089-6)

## Prix
- Prix Nobel

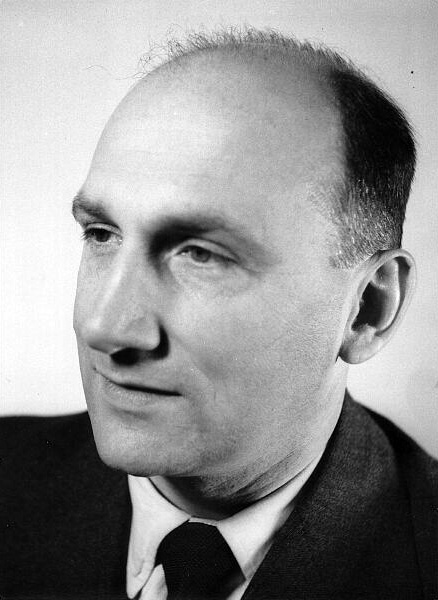
Vladimir Prelog

  - Physique : James Rainwater, Aage N. Bohr, Ben Roy Mottelson
  - Chimie : John Warcup Cornforth (britannique né en Australie), Vladimir Prelog (Suisse, né à Sarajevo)
  - Physiologie ou médecine : David Baltimore (Américain), Renato Dulbecco (Italien), Howard Martin Temin (Américain)

- Prix Lasker
- Prix Albert-Lasker pour la recherche médicale fondamentale : Roger Guillemin, Andrew Schally, Frank J. Dixon, Henry Kunkel
- Prix Albert-Lasker pour la recherche médicale clinique : Godfrey Hounsfield, William Oldendorf (en)

- Médailles de la Royal Society
- Médaille Copley : Francis Crick
- Médaille Davy : Morris Sugden
- Médaille Hughes : Richard Dalitz
- Médaille Leverhulme : Frank Rose
- Médaille royale : Barnes Wallis, David Chilton Phillips, Edward Bullard

- Médailles de la Société géologique de Londres
- Médaille Lyell : Dorothy Helen Rayner
- Médaille Murchison : John Sutton
- Médaille Wollaston : Hollis Dow Hedberg (en)

- Prix Jules-Janssen (astronomie) : Pierre Lacroute
- Prix Turing : Allen Newell et Herbert A. Simon
- Médaille Bruce (Astronomie) : Allan Sandage
- Médaille Linnéenne : Alexander Watt et Philip MacDonald Sheppard (en)
- Médaille d'or du CNRS : Raimond Castaing et Christiane Desroches Noblecourt

## Naissances

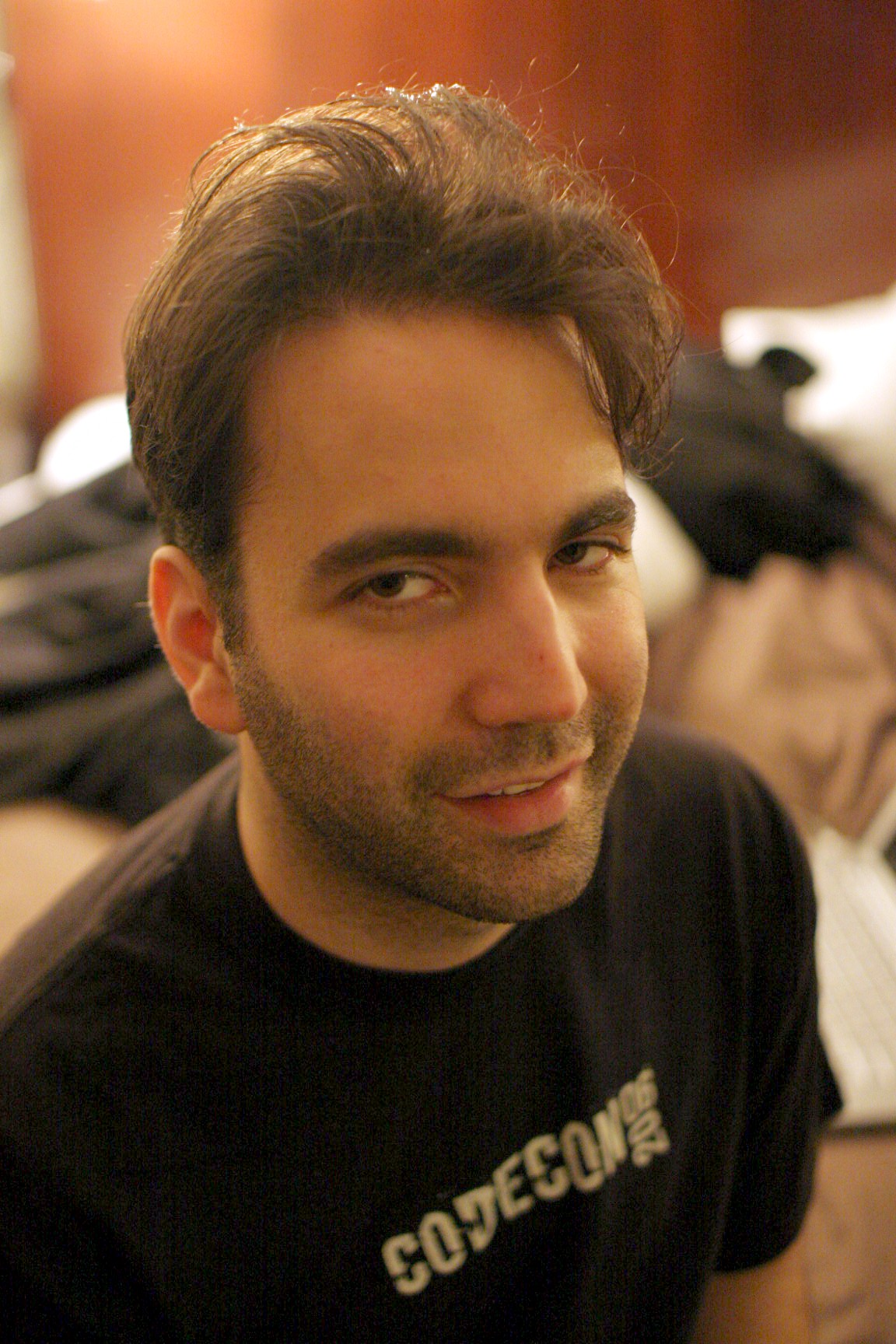
Bram Cohen

- 24 mars : Janet Kelso, biologiste sud-africaine.

- 7 avril : Jeremie Miller, informaticien américain, inventeur de Jabber.

- 7 mai : Assaf Naor, mathématicien et informaticien théoricien tchéco-israélien.
- 15 mai : Dottie Metcalf-Lindenburger, astronaute américaine.
- 17 mai : Peter Lynds, physicien amateur néo-zélandais.
- 30 mai : Marissa Mayer, informaticienne américaine.
- 17 août : Katherine Mathieson, biologiste et vulgarisatrice scientifique britannique.
- 21 octobre : Bram Cohen, informaticien américain, créateur de BitTorrent.

- 11 novembre : Gregory Reid Wiseman, astronaute américain.

- Mauro Campagnoli, anthropologue, ethnomusicologue et compositeur italien.
- Phong Nguyen, cryptologue français d'origine vietnamienne.

## Décès

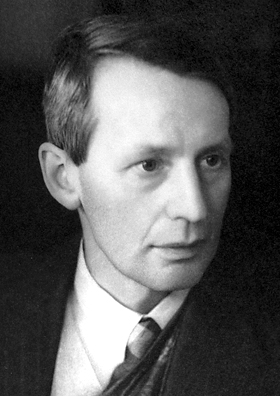
George Paget Thomson

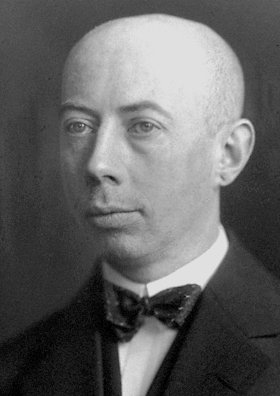
Gustav Ludwig Hertz

- 17 janvier : Ranuccio Bianchi Bandinelli (né en 1900), archéologue italien.
- 23 janvier : Matthew Stirling (né en 1896), anthropologue et archéologue américain.
- 28 janvier : Philip Brocklehurst (né en 1887), militaire et géologue britannique.

- 8 février : Robert Robinson (né en 1886), chimiste britannique, prix Nobel de chimie en 1947.
- 14 février : Julian Huxley (né en 1887), biologiste britannique.
- 28 février : Albert-Félix de Lapparent (né en 1905), paléontologue et géologue français.

- 16 mars : Oscar D'Agostino (né en 1901), chimiste et scientifique italien.
- 20 mars : Benjamin Jekhowsky (né en 1881), astronome franco-russe.
- 31 mars : Leslie White (né en 1900), anthropologue américain.

- 13 avril : Max Gluckman (né en 1911), anthropologue britannique.
- 14 avril : Günter Dyhrenfurth (né en 1886), alpiniste, géologue, géographe et paléontologue suisse.
- 18 avril : Dorothy Demetracopolou Lee (née en 1905), ethnologue américaine.
- 25 avril : Arturo Eduardo Burkart (né en 1906), botaniste et ingénieur agronome argentin.
- 27 avril : John B. McKay (né en 1922), pilote américain de X-15.
- 13 mai : Marguerite Perey (née en 1909), chimiste et physicienne française.
- 18 mai : Christopher Strachey (né en 1916), informaticien britannique.
- 29 juillet : Bùi Tường Phong (né en 1942), informaticien vietnamien.

- 14 août : Charles Lewis Camp (né en 1893), paléontologue, historien et biologiste américain.

- 9 septembre : John Eric Thompson (né en 1898), archéologue et épigraphiste britannique.
- 10 septembre : George Paget Thomson (né en 1892), physicien britannique, prix Nobel de physique en 1937.
- 25 septembre : Yehoshua Bar-Hillel (né en 1915), philosophe, linguiste et mathématicien israélien.

- 10 octobre :
  - August Dvorak (né en 1894), pédagogue et professeur en psychologie américain, créateur du clavier Dvorak.
- 30 octobre : Gustav Ludwig Hertz (né en 1887), physicien allemand.

- 5 novembre : Edward Lawrie Tatum (né en 1909), généticien américain, prix Nobel de physiologie ou médecine en 1958.
- 11 novembre : Theodosius Dobzhansky (né en 1900), généticien russe.
- 17 novembre : Armando Maugini (né en 1889), agronome italien.
- 19 novembre : Priscilla Fairfield Bok (née en 1896), astronome américaine.
- 6 décembre : 
  - Robert Blanché (né en 1898), philosophe et logicien français.
  - Per Collinder (né en 1890), astronome suédois.
- 31 décembre : Georges Cuisenaire (né en 1891), pédagogue belge en mathématiques.